# Pinamungajan
Pinamungajan (auch: Pinamungahan) ist eine philippinische Stadtgemeinde in der Provinz Cebu. Sie hat 65.955 Einwohner (Zensus 1. August 2015).
Die Gemeinde liegt an der Westküste der Insel Cebu an der Tanon-Straße der Insel Negros gegenüber, ca. 65 km westlich von Cebu City entfernt. Ihre Nachbargemeinden sind Toledo City im Norden, Naga City und San Fernando im Osten und Aloguinsan im Süden.
Pinamungajan wurde 1815 von der spanischen Kolonialbehörde gegründet, der Name bedeutet in Cebuano ‚hart arbeitende Landarbeiter‘.

## Baranggays
Pinamungajan ist politisch in 26 Baranggays unterteilt.
| - Anislag - Anopog - Binabag - Buhingtubig - Busay - Butong - Cabiangon - Camugao - Duangan - Guimbawian - Lamac - Lut-od - Mangoto | - Opao - Pandacan - Poblacion - Punod - Rizal - Sacsac - Sambagon - Sibago - Tajao - Tangub - Tanibag - Tupas - Tutay |